# Marie Spartali Stillman
Marie Spartali Stillman (ur. 10 marca 1844 w Londynie, zm. 6 marca 1927 tamże) – angielska malarka pochodzenia greckiego, muza Bractwa Prerafaelitów.

## Życiorys

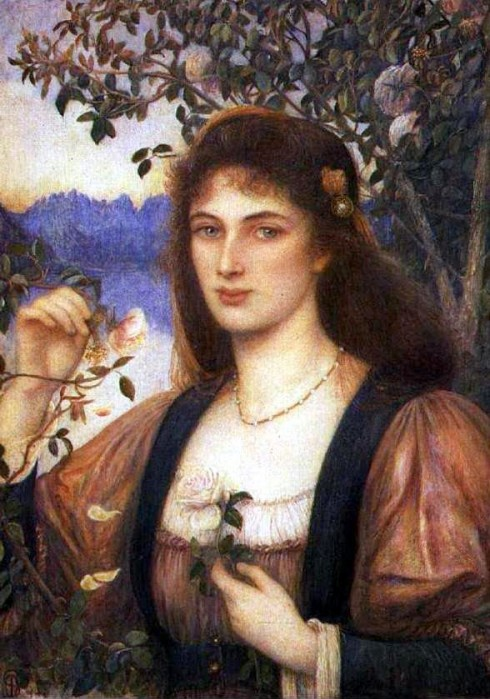
Róża z Ogrodu Armidy (1894)

Urodziła się w rodzinie bogatego kupca i greckiego konsula. Jej nauczycielem był Ford Madox Brown. Od młodości związana ze środowiskiem artystycznym, pozowała malarzom Rossettiemu, Burne’owi-Jonesowi i fotografik Julii Margaret Cameron. Tematyka jej obrazów i akwareli była typowa dla Prerafaelitów i często inspirowana włoską poezją. Były to portrety, sceny z Szekspira, Petrarki, Dantego i Boccaccia, włoskie krajobrazy. Pozostawiła po sobie ponad 170 prac, wartych dzisiaj ponad 600 milionów dolarów.
Marie Spartali zmarła w marcu 1927 roku w Ashburn Place w South Kensington. Jej ciało zostało skremowane na cmentarzu Brookwood, niedaleko Woking, w hrabstwie Surrey. Pochowana jest w grobowcu ojca na Zachodnim Cmentarzu Norwood.

## Życie prywatne
W 1871 r., wbrew woli rodziców, wyszła za mąż za Williama J. Stillmana amerykańskiego dziennikarza i artystę. Była jego drugą żoną, pierwsza popełniła samobójstwo dwa lata wcześniej. Para pozowała Rossettiemu do cyklu jego obrazów poświęconych Dantemu. William Stillman pracował początkowo dla American Art Magazine, The Crayonne. Później był korespondentem zagranicznym The Times. Z tego powodu często podróżowali. W latach 1878 do 1883, między Londynem i Florencją, później, w latach 1889 do 1896 także między Rzymem. Maria Stillman była też w Ameryce. Była jedyną artystką brytyjską nurtu Prerafaelitów pracującą w Stanach Zjednoczonych.
Miała troje dzieci. Jej najstarsza córka Euphrosyne (Effie) Stillman była również artystką. Zmarła młodo w roku 1911. Drugie dziecko zmarło jeszcze w dzieciństwie. Córka Sonja Zuckerman jest filantropem i jedną z bardziej wpływowych kobiet w Egipcie.
Maria Stillman systematycznie wystawiała swoje prace w Londynie m.in. w Galerii Grosvenor. Po śmierci męża, wróciła do Anglii, by zamieszkać na stałe w Kensington.

## Wybrane prace
- The Lady Prays – Desire (1867) Lord Lloyd-Webber Collection
- Mariana (ok. 1867-9)
- Portrait of a young woman (1868)
- Forgetfulness (1869)
- La Pensierosa (1870) Chazen Museum of Art, University of Wisconsin-Madison

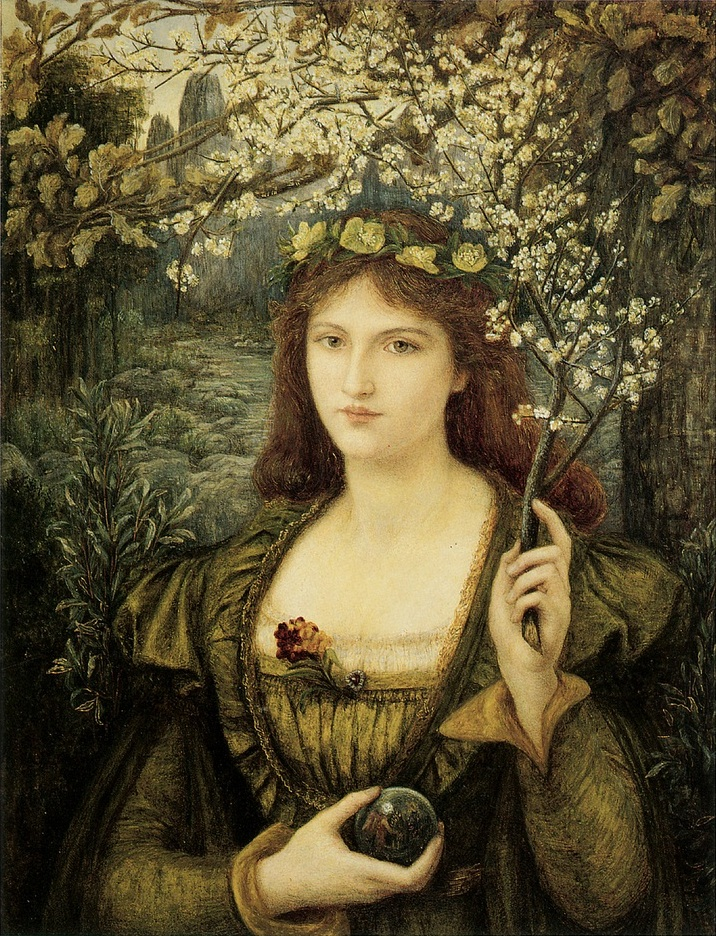
Madonna Pietra degli Scrovigni, 1884

- Self-Portrait (1871) Delaware Art Museum
- Gathering Orange Blossoms (1879) St. Lawrence University
- The Meeting of Dante and Beatrice on All Saints’ Day (1881)
- Madonna Pietra degli Scrovigni (1884) Walker Art Gallery, Liverpool
- Love’s Messenger (1885) Delaware Art Museum
- A Florentine Lily (c 1885-90) private collection
- The May Feast at the House of Folco Portinari (1887)
- Dante at Verona (1888) private collection
- Upon a Day Came Sorrow unto Me (1888)
- A Florentine Lily (c 1885-90)
- Messer Ansaldo showing Madonna Dionara his Enchanted Garden (1889)
- Convent Lily (1891)
- Cloister Lilies (1891)
- Saint George (1892) Delaware Art Museum
- How the Virgin Mary came to Brother Conrad of Offida and laid her Son in his Arms (1892) Wightwick Manor, The Mander Collection
- A Rose from Armida’s Garden (1894)
- Love Sonnets (1894) Delaware Art Museum
- Beatrice (1895) Delaware Art Museum
- Portrait of Mrs W. St Clair Baddeley (1896)
- Beatrice (1898)
- The Pilgrim Folk (1914) Delaware Art Museum